# Rose DeWitt Bukater
Rose DeWitt Bukater, también conocida como Rose Dawson y Rose Calvert, es un personaje ficticio protagonista de la película ganadora de 11 Oscar, Titanic, que fue escrita, producida y dirigida por James Cameron. El personaje fue interpretado por Kate Winslet (de joven) y Gloria Stuart (de anciana).

## Biografía

### Infancia y juventud
Rose nació el 5 de abril de 1895 en Filadelfia, hija de un importante miembro de la alta sociedad de Pensilvania de finales del siglo XIX que moriría en la primera década del siglo XX y de Ruth DeWitt Bukater (Frances Fisher).
Inteligente, preparada, y bella, desde muy corta edad Rose fue siempre instruida y formada para ser todo lo que una mujer joven de la alta sociedad se esperaba que fuese, teniendo una estricta educación propia de la era eduardiana.

### A bordo delTitanic

#### Inicio del viaje
El miércoles 10 de abril de 1912, cuando contaba con 17 años, embarcó en el viaje inaugural del lujoso trasatlántico RMS Titanic junto su madre, su prometido Caledon Nathan Hockley (Billy Zane), su doncella Trudy Bolt y el mayordomo de Hockley, Spicer Lovejoy (David Warner); de regreso a Estados Unidos después de un viaje a Europa, hasta donde habían viajado a bordo del RMS Mauretania. Se trataba de un matrimonio de conveniencia planeado por la madre de Rose, Ruth, puesto que tras de la muerte de su marido, madre e hija habían visto como heredaban un enorme reguero de deudas y veían peligrar su prestigiosa posición social, encontrándose prácticamente arruinadas. Así la joven se ve obligada a casarse con Hockley, heredero de una enorme fortuna del acero de Pittsburg, un hombre al que apenas conoce y al que no ama.
Una vez a bordo del barco, Caledon le hace a la joven su regalo de bodas, uno de los diamantes más grandes y valiosos del mundo, la legendaria piedra azul que fuera usada por Luis XVI: El corazón del Mar (Le Cœur de la Mer).

#### Relación con Jack
Viéndose en la entrecrucijada, atrapada en una situación y un futuro que no soportara, Rose intenta suicidarse tirándose por la borda del Titanic. Es entonces cuando conoce a Jack Dawson (Leonardo DiCaprio), un joven artista que viaja en tercera clase y que acaba convenciéndola para que recapacite y no salte: sin embargo, Rose resbala y casi cae a las gélidas aguas del Atlántico Norte, pero es salvada gracias a la ayuda de Jack, quien le permite volver a cubierta; pero, en el momento en que lo hace, llegan las autoridades del barco alertados por los gritos de la muchacha, y viendo una escena confusa, creen que Jack ha intentado abusar sexualmente de ella y lo detienen. La intervención de Rose, justificándose con una mentira, salva a Jack de ser arrestado, y como agradecimiento, le invitan a compartir la cena con ellos y contar su hazaña. De esta manera Jack entra en la vida de Rose adentrándose las instalaciones de primera clase y paulatinamente, termina enamorándose de él; Jack le pide Rose que cuando suene el reloj se encuentren en el mismo, para invitarla a "una fiesta de verdad" en las instalaciones de tercera clase, donde tocan una música alocada y todos bailan. Mientras tanto, Caledon ordena a su mayordomo para confirmar que Rose se encuentre en su camarote. Al no encontrarla baja a la zona de tercera clase y la descubre en la fiesta, por lo que Caledon y su madre optan por prohibirle estar con Jack, ya que si Rose no se casaba con Hockley, se verían sumidas en la miseria. Por su parte, Hockley, que sospecha de una relación entre su prometida y su rescatador, la amenaza y le recuerda que como su prometida, le debe fidelidad. Rose hará caso a su madre y a Hockley e ignorará a Jack, así se lo hace saber a este, pero, aunque no está conforme, él le confiesa su amor, y le asegura que entiende su decisión de dejarle, pues no tiene ningún futuro que ofrecerle.

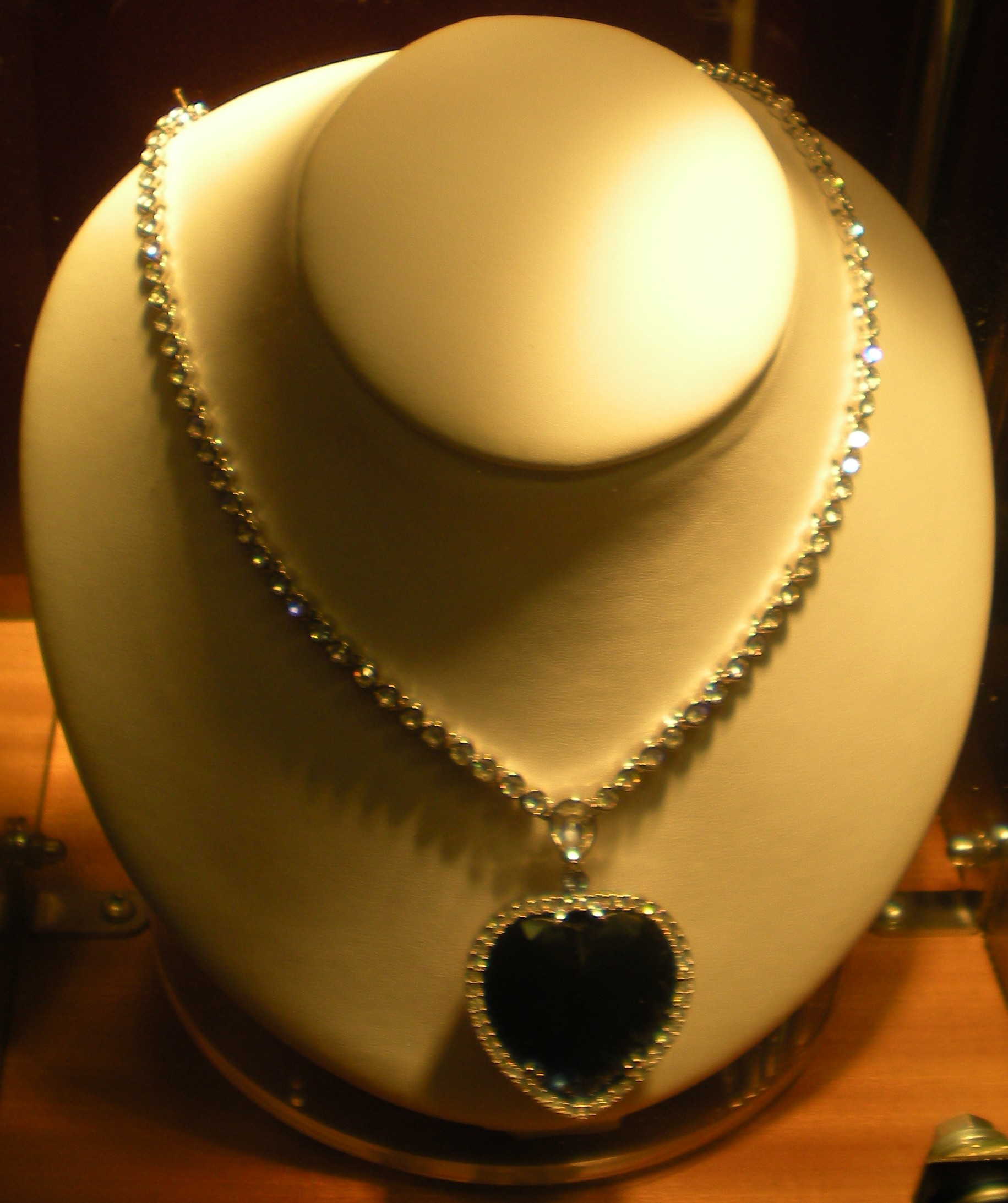
Réplica del diamante, el Corazón del Mar, basado en el famoso diamante Hope.

Finalmente, reflexiona, dándose cuenta de que, aunque es pobre, Jack es la persona más humana, sensata y digna de su amor y por ello, decide demostrárselo; lo busca en la proa, y allí se dan su primer beso en medio de la puesta de sol. Rose le lleva a su camarote y le pide que la dibuje desnuda usando solo el “Corazón del Mar”, que Caledon le había dado como regalo de compromiso.
Pronto tendrán que huir de las persecuciones de Lovejoy (El mayordomo). Los jóvenes descienden por las bodegas y llegan al cargamento, donde se refugian en el Renault de William Carter, en donde se dejan llevar por su pasión y se entregan el uno al otro. Al subir a la cubierta Rose le asegura a Jack que cuando lleguen a Nueva York se escapará con él, y en instantes después son testigos de la colisión del barco contra un iceberg, que lo daña gravemente. Mientras tanto, Caledon descubre el dibujo que Jack le hizo a Rose, y decide vengarse acusándolo de haber robado el Corazón del Mar, poniéndole a Jack el diamante en su bolsillo, la policía del barco lo detiene y lo esposa en una tubería de su oficina.

#### Naufragio
Rose asegura que Jack no ha sido, pues ha estado con ella todo el tiempo, pero Caledon decía que tal vez lo robó mientras se estaba vistiendo. Consigue que crea en él y se la lleva para que embarque en uno de los botes salvavidas y se salve. Pero Rose se da cuenta de que el hombre de su vida está en peligro de morir ahogado, y corre a buscarlo. Tras intentos de pedir ayuda en vano, empuña un hacha para incendios y libera a Jack.
Ahora, Jack y Rose deben luchar para encontrar una salida, pero descubren que se encuentran encerrados en tercera clase junto a más pasajeros. Jack, junto a sus dos amigos, rompe la reja que los aprisiona, ayudados por un banco. Una vez en la cubierta, Caledon y Jack tratan de persuadir a Rose para que suba a un bote; pero dándose cuenta de que no puede dejar a Jack, salta del bote y se reúne con Jack en la escalinata de primera clase. Enojado, Caledon coge la pistola de Lovejoy y los persigue escaleras abajo, hasta el salón comedor de primera clase. Una vez que se queda sin munición, se da cuenta de que ha puesto accidentalmente el diamante en un abrigo que le dio a Rose. Una vez en la cubierta de botes nuevamente, Caledon ve a una niña pequeña y la recoge fingiendo ser su padre, gracias a lo cual le dejan subir a un bote. Este bote es uno de los dos últimos que quedan en el barco. Cuando Jack y Rose suben de nuevo a la cubierta, ya no quedan botes, así que deciden quedarse en el barco durante el mayor tiempo posible, dirigiéndose hacia la popa del barco. Finalmente, el barco se parte y comienza su descenso final, lanzando a todos a las heladas aguas del Atlántico Norte. Jack y Rose se separan bajo las aguas, pero rápidamente se vuelven a reunir. Alrededor de ellos, más de un millar de personas están muriendo por ahogamiento o hipotermia.
Jack ayuda a subir a Rose a un panel de madera procedente del barco, pero él no puede subir. Mientras están allí, Jack le hace prometer a Rose que nunca se rendirá, que pase lo que pase, luchará por sobrevivir. Cuando el quinto oficial Harold Lowe vuelve con el bote vacío a rescatar gente del agua, Rose trata de despertar a Jack, pero se da cuenta de que este ha muerto en el agua helada. Ella pierde toda esperanza, y quiere quedarse y morir con Jack, pero recuerda la promesa, así que empieza a llamar a Lowe, mientras el bote se aleja sin escuchar sus gritos.
Manteniendo su promesa, despega la mano de Jack de la suya, dándole un último beso, y dejando desaparecer su cuerpo en el océano. Arrojándose al agua, coge el silbato del cadáver del Oficial en Jefe Henry Wilde, y sopla hasta que los del bote lo oyen, y vuelven a recogerla; tan sólo seis personas más son salvadas, contándola a ella; los botes son recogidos por el Carpathia. A bordo del Carpathia, Rose ve a Caledon buscarla entre los supervivientes de tercera clase. Ocultándose en su cobija, evita que él la vea. Esa es la última vez que Rose ve a Caledon. Al no encontrarla, deduce que murió en el naufragio. Cuando el Carpathia está llegando a Nueva York, Rose se registra como Rose Dawson, y, presumiblemente, comienza su propia vida.

### Vida después del hundimiento
A partir de ese momento es ella quien toma las riendas de su propia vida, sintiéndose libre y haciendo todas las cosas que prometió a Jack que algún día harían, como cabalgar a horcajadas a lomos de un caballo, montarse en la montaña rusa del puerto de Santa Mónica, volar en avión...
Durante el año 1916 trabajando Rose de bailarina y modelo, Rose conoce y se vuelve novia de Mario Calvert. Luego en el año 1920 Rose se vuelve actriz de películas en Los Ángeles y se casa con Calvert y ambos se mudan asentándose en Cedar Rapids. Más tarde, Rose descubre por los periódicos, que el crack del 29 afectó a los negocios del que hubiera sido su marido, Caledon Hockley, que le llevaron a ponerse una pistola en la boca y suicidarse.
84 años después, mientras ve la televisión, Rose se entera de que el dibujo que Jack le hizo ha sido encontrado por un cazatesoros que buscaba el "Corazón del Mar", Brock Lovett, al cual llama para decirle que ella es "la mujer del retrato". Ya en el Kéldysh, el barco donde trabaja Lovett, Rose cuenta su historia. Conmovido, Brock renuncia a seguir buscando el diamante. Después de completar la historia, la anciana Rose camina sola por la cubierta del Kéldysh, hacia popa. Tras subirse a la barandilla, se revela que Rose sigue conservando el "Corazón del Mar". Lo arroja al mar, para que se una a los demás restos del acontecimiento más importante de su vida. Ha mantenido la promesa que le hizo a Jack de no rendirse jamás.
Cuando se observa a Rose dormida esa misma noche en el barco, se muestran las fotografías que muestran los logros que ha conseguido a lo largo de su vida tras el desastre del Titanic. Segundos después muestran el pecio del Titanic, dónde las tomas del barco hundido pasan a convertirse en el transatlántico remodelado, tal cual había partido en su viaje inaugural. Después se ve a Rose entrando por sus pasillos hasta llegar a las escaleras del reloj (la Gran Escalera), donde es recibida con alegría por toda la tripulación del Titanic (inclusive todos los que fallecieron en el naufragio -incluido el capitán del Titanic-). Cuando por fin se encuentran Rose y Jack, al final de la escalera junto al reloj, la pareja se besa, todos los allí presentes aplauden, y la película finaliza con Rose en este sueño.
Se especula que Rose, ha fallecido en su cama de anciana tal cual se lo prometió a Jack, y ese sueño es en realidad su cielo divino, en el cual se reúne con Jack y todos los demás que murieron en el naufragio.